# Comité national français
Pour les articles homonymes, voir CNF.
Entités précédentes :
- Conseil de défense de l'Empire

Entités suivantes :
- Comité français de libération nationale

Le Comité national français (CNF) est l'instance de la France libre qui tient lieu de gouvernement en exil de 1941 à 1943, siégeant au 4, Carlton Gardens à Londres ainsi qu’à Brazzaville.
Ce comité fait suite au Conseil de défense de l'Empire, plus restreint, créé le 27 octobre 1940.
C'est Winston Churchill qui suggère à de Gaulle la création de ce comité pour donner à son autorité une apparence plus constitutionnelle et moins dictatoriale. Selon Henri Bernard, ce dernier acceptera mais prendra soin d'écarter tous ses adversaires au sein de la France libre, tels Émile Muselier, André Labarthe et d'autres, pour ne garder que des « yes men ».
Le comité est créé le 24 septembre 1941 par une ordonnance signée par le chef de la France libre, le général de Gaulle, à Londres.
Il est actif jusqu'au 3 juin 1943, date de sa fusion avec le Commandement en chef français civil et militaire du général Giraud, pour devenir le Comité français de libération nationale.

## Composition

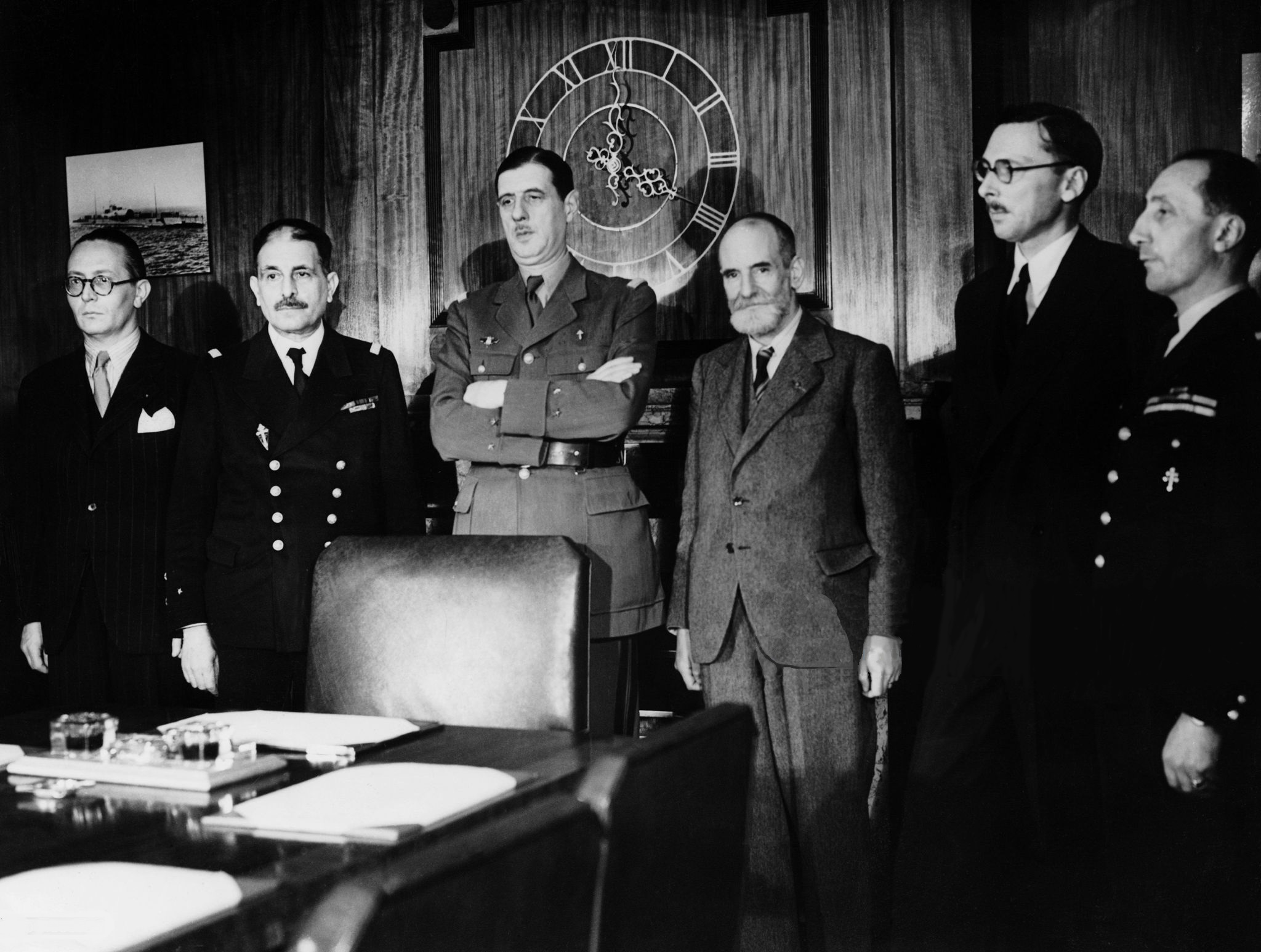
Le Comité national français à Londres en octobre 1941.

Il est composé initialement de neuf personnes :
| Portefeuille | Titulaire | Titulaire                   | Étiquette politique |
| --- | --------- | --------------------------- | ------------------- |
| Président du Comité national français |           | Charles de Gaulle           | SE                  |
| Commissaire national à l'Économie, aux Finances, et aux Colonies, chargé de la coordination des départements administratifs civils Commissaire national aux Affaires étrangères (Par intérim, du 18 octobre 1942 jusqu'au 5 février 1943) |           | René Pleven                 | DVC                 |
| Commissaire national aux Affaires étrangères (jusqu'au 18 octobre 1942) |           | Maurice Dejean              | SE                  |
| Commissaire national à la Guerre |           | Paul Legentilhomme          | SE                  |
| Commissaire national à la Marine et à la Marine marchande (jusqu'au 3 mars 1942) |           | Émile Muselier              | SE                  |
| Commissaire national à la Justice et à l'Instruction publique |           | René Cassin                 | PRRRS               |
| Commissaire national à l'Intérieur, au Travail, et à l'Information |           | André Diethelm              | DVD                 |
| Commissaire national à l'Air |           | Martial Valin               | SE                  |
| Commissaire national sans département |           | Georges Thierry d'Argenlieu | SE                  |
| Commissaire national sans département (à partir du 4 mars 1942) |           | Georges Catroux             | SE                  |

Puis :
- contre-amiral Philippe Auboyneau, Commissaire national à la Marine et à la Marine marchande  à partir du 4 mars 1942 ;
- René Massigli, Commissaire national aux Affaires étrangères à partir du 5 février 1943.

et plus tard :
- André Philip, commissaire national à l'Intérieur et au Travail à partir du 27 juillet 1942 ;
- Jacques Soustelle, commissaire national à l'Information à partir du 27 juillet 1942[3].

Le 20 mars 1943, le comité nomme secrètement Jean Moulin, alors à Londres, représentant du Comité national français en métropole et « commissaire national en mission » et le charge de créer une instance de coordination unique de la Résistance intérieure. « Jean Moulin devenait alors un des personnages de la Résistance intérieure ».
L'organisation du comité, notamment en ce qui concerne les attributions respectives des commissaires nationaux, sera modifiée plusieurs fois par décret en 1942 et 1943.

## Sources
- Site officiel de la Fondation de la France Libre.
- Ordonnance no 16 du 24 septembre 1941, créant le Comité national français.